# Sergey Firsanov
Sergey Firsanov (né le 3 juillet 1982 à Velikié Louki) est un coureur cycliste russe.

## Palmarès

### Palmarès sur route
- 2005
  - Classement général du Tour de Toscane espoirs
- 2006
  - 6e étape du Bałtyk-Karkonosze Tour (contre-la-montre)
  - 5ea étape du Tour de Bulgarie
  - 2e du Tour de Bulgarie
  - 3e du Szlakiem Walk Majora Hubala
- 2007
  - Mémorial Oleg Dyachenko
  - 2e des Cinq anneaux de Moscou
  - 3e de la Coupe des Carpates
- 2008
  - 2e étape du Ringerike Grand Prix
  - Way to Pekin :
    - Classement général
    - 2e, 3e (contre-la-montre) et 7e étapes

  - 4ea étape du Tour de Slovaquie (contre-la-montre)
  - Classement général du Friendship People North-Caucasus Stage Race
  - 2e du Ringerike Grand Prix
  - 3e des Trois jours de Vaucluse
  - 3e du Tour de Slovaquie
  - 3e du Małopolski Wyścig Górski
- 2009
  - Boucle de l'Artois :
    - Classement général
    - 3e étape

  - Ringerike Grand Prix :
    - Classement général
    - 2e étape

  - Classement général du Friendship People North-Caucasus Stage Race
  - 2e du Duo normand (avec Aleksejs Saramotins)
- 2010
  - Cinq anneaux de Moscou :
    - Classement général
    - 1re étape

  - Friendship People North-Caucasus Stage Race :
    - Classement général
    - 4e et 5e étapes

  - 2e du Ringerike Grand Prix
  - 3e du Rhône-Alpes Isère Tour
- 2011
  - 3e étape du Grand Prix d'Adyguée
  - Cinq anneaux de Moscou :
    - Classement général
    - 1re étape

  - Friendship People North-Caucasus Stage Race :
    - Classement général
    - 1re (contre-la-montre), 5e, 6e, 7e et 12e étapes

  - 2e du Grand Prix d'Adyguée
- 2012
  - 1re étape du Grand Prix d'Adyguée (contre-la-montre)
  - Tour de la communauté de Madrid :
    - Classement général
    - 2e étape

  - 2e du Grand Prix d'Adyguée
  - 3e du Grand Prix de Francfort
- 2014
  - Tour du Caucase :
    - Classement général
    - 4e étape

  - 3e du Grand Prix d'Adyguée
- 2015
  - Grand Prix Sotchi Mayor
  - Grand Prix d'Adyguée :
    - Classement général
    - 2e étape

  - 5e étape du Tour d'Azerbaïdjan
  - 2e des Trois vallées varésines
- 2016
  - Semaine internationale Coppi et Bartali :
    - Classement général
    - 2e étape

  - Tour des Apennins
- 2019
  - 5e étape des Crimea Spring Races
  - 5e étape de la Friendship People North-Caucasus Stage Race
- 2020
  - 2e du championnat de Russie de la montagne
- 2021
  - Sudak Stage Race :
    - Classement général
    - 2e étape

  - Grand Prix de Sotchi :
    - Classement général
    - 1re étape (contre-la-montre)
- 2022
  - Grand Prix de Sotchi :
    - Classement général
    - 1re étape (contre-la-montre)

### Résultats sur les grands tours

#### Tour d'Italie
2 participations
- 2016 : 30e
- 2017 : 96e

### Classements mondiaux
| Année           | 2005 | 2006 | 2007 | 2008 | 2009 | 2010 | 2011 | 2012 | 2013 | 2014 | 2015 |
| --------------- | ---- | ---- | ---- | ---- | ---- | ---- | ---- | ---- | ---- | ---- | ---- |
| UCI Asia Tour   |      |      |      | 23e  |      |      |      | 98e  |      |      | 134e |
| UCI Europe Tour | 299e | 162e | 99e  | 117e | 74e  | 85e  | 75e  | 18e  | 360e | 87e  | 37e  |